# Justicia lindmani
Justicia lindmani är en akantusväxtart som först beskrevs av Gustav Lindau, och fick sitt nu gällande namn av Wassh.. Justicia lindmani ingår i släktet Justicia och familjen akantusväxter. Inga underarter finns listade i Catalogue of Life.